# Фёдоров, Иван Михайлович (Герой Советского Союза)
Иван Михайлович Фёдоров (1924 — 1 февраля 1971) — участник Великой Отечественной войны, радист 877-го гаубичного артиллерийского полка (25-я артиллерийская Свирская бригада, 7-я артиллерийская Запорожская Краснознамённая ордена Суворова дивизия прорыва РГК, 46-я армия, 2-й Украинский фронт), сержант. Герой Советского Союза.

## Биография
Родился 1 июля 1924 года в селе Турминское ныне Кайбицкого района Татарстана в семье крестьянина. Татарин-кряшен.
С 1932 года жил в городе Канаш Чувашской АССР. Окончил 7 классов и школу ФЗУ. Работал на Канашском пищекомбинате.
В Красной Армии с сентября 1942 года. В действующей армии — с 1943 года. Сражался на Юго-Западном, 4-м, 3-м, Карельском, снова 3-м, 2-м, опять 3-м Украинском фронтах в 7-й артиллерийской дивизии прорыва Резерва Главного Командования.
Радист 877-го гаубичного артиллерийского полка сержант Иван Федоров в ночь на 5 декабря 1944 года под сильным огнём противника на лодке переправился с радиостанцией через Дунай в районе города Эрчи (Венгрия) и установил связь штурмовой группы с батареей. В течение 3 часов ожесточённого боя передавал данные, корректировал огонь артиллерии. Плацдарм был захвачен, противник понёс большой урон.
7 марта 1945 года в бою под Будапештом Фёдоров был тяжело ранен в ногу. Проходил лечение в госпитале до июля 1945 года. Затем был курсантом Военно-дорожного училища, командиром отделения связи отдельного учебного телефонно-телеграфного полка.
В 1947 году И. М. Фёдоров был демобилизован. Стал членом КПСС в этом же году. Вернулся к мирному труду, жил в городе Павловский Посад Московской области. Работал помощником мастера на Платочном объединении.
Умер 1 февраля 1971 года, похоронен на Старом кладбище в городе Павловский Посад.

## Награды
- Указом Президиума Верховного Совета СССР от 24 марта 1945 года сержанту Фёдорову Ивану Михайловичу присвоено звание Героя Советского Союза с вручением ордена Ленина и медали «Золотая Звезда» (№ 7983). Этим же Указом звание Героев Советского Союза было присвоено старшему лейтенанту И. И. Смолякову и красноармейцу Н. Д. Шаповалову.
- Награждён медалями, в числе которых медаль «За отвагу» (08.09.1944).

Из наградного листа:

В ночь с 4 на 5 декабря 1944 года шёл бой за плацдарм на правом берегу Дуная в районе Эрчи. Огонь противника был уничтожающим. Несмотря на туман и пронизывающий холод, радист Фёдоров вместе с пехотой 305-го гвардейского стрелкового полка на лодке плыл к правому берегу. Временами казалось, что водяные столбы, поднятые разрывами вражеских снарядов, опрокинут мелкое судёнышко вместе с рацией, но отважный радист боролся против огня и водной стихии, ловко и хладнокровно маневрировал среди огня и ночи. Достигнув безымянного острова, буквально в считанные минуты он установил связь с батареей, и смертоносный металл обрушился на позиции врага. В результате мужественной и мастерской работы радиста было уничтожено 5 пулемётов, миномётная батарея и до 100 вражеских солдат. Пехота двигалась вперёд к правому берегу Дуная. За 3 часа кровопролитного боя плацдарм был захвачен.
За личную отвагу, за бесстрашие в бою при форсировании водной преграды, за героизм и мастерское использование рации в сложном бою радист Фёдоров достоин высшей правительственной награды — звания Героя Советского Союза.
Командир 877 гаубичного артиллерийского полка

Подполковник Жуков

5 декабря 1944 года

## 5.11.2024 установлен бюст на мемориале перед домом культуры в с. Турминское кайбицкого района.
- Мемориальная доска в память о Фёдорове установлена Российским военно-историческим обществом на здании Большеподберезинской средней школы Кайбицкого района, где он учился.